# Kyparissos

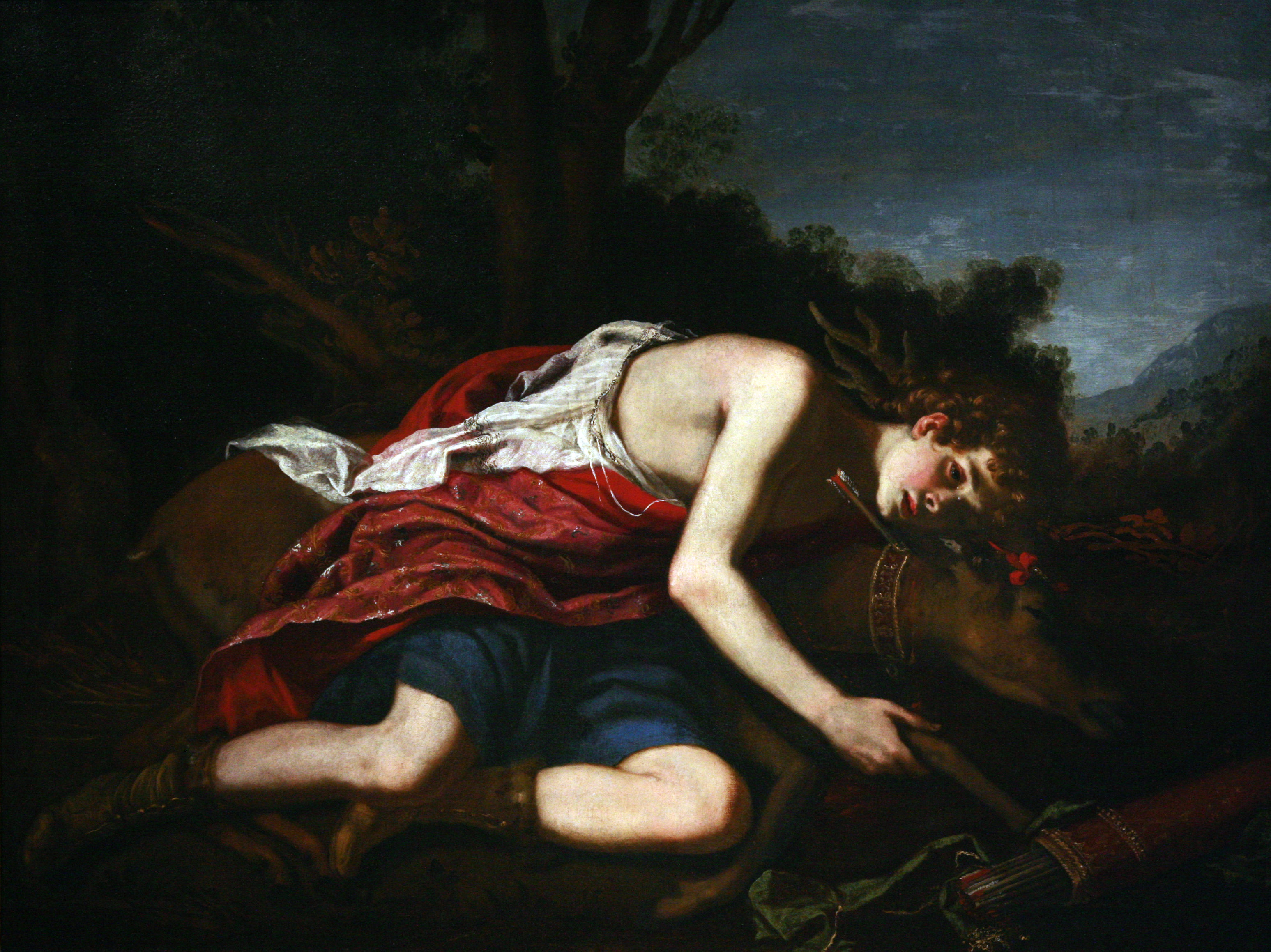
Jacopo Vignali: Kyparissos

Kyparissos (Cyparis) – syn Telefosa z wyspy Keos w archipelagu Cyklad. Kochanek Apollina.

## Romans z bogiem
Cyparis był jednym z kochanków Apollina. Bóg w dowód uczucia podarował mu jelenia o złotym porożu. Młodzieniec troskliwie opiekował się zwierzęciem. Pewnego dnia gdy jeleń odpoczywał w cieniu, Cyparis, który akurat wybrał się na polowanie, nieuważnie skierował swój oszczep i przypadkiem trafił w zwierzę. Wykrwawiło się na śmierć na jego oczach. Chłopak był zrozpaczony. Mimo pocieszeń Apollina coraz bardziej pogrążał się w smutku a w końcu zmarł. Apollo rozżalony zamienił go w cyprys, drzewo żałoby i smutku.